# Zachary Cope
Pour les articles homonymes, voir Cope.
Sir Vincent Zachary Cope, né le 14 février 1881 à Kingston-upon-Hull, dans le Yorkshire de l'Est (Angleterre) et mort le 28 décembre 1974 à Oxford, est un médecin et chirurgien anglais. Il est surtout connu pour son traité de diagnostic chirurgical des affections abdominales aiguës : Cope's Early Diagnosis of the Acute Abdomen, qui a été l'objet de nombreuses rééditions de son vivant, entre 1921 et 1971.  De nouvelles éditions de cet ouvrage ont continué à être publiées longtemps après sa mort,, la plus récente étant la 22e édition, parue en 2010.